# 南京和平论坛
南京和平会谈平台又称南京和平论坛，英文名为Nanjing Peace Forum，是一个自2020年开始的国际交流论坛。2020年9月21日联合国教科文组织与南京签署备忘录，约定连续三年每年共同主办「南京和平论坛」，首场选在同年10月24日（世界联合国日）在南京开幕，全場會議均以俄語和英語進行。

## 历年会议
2023年9月，举办2023南京和平会谈开幕式。相关报道称“自2020年以来，南京和平论坛已举办三届。”2022年会议情况不详。是否因中国大陆针对2019冠状病毒病进行的管制而取消，不详。

### 2020年概况
会场由各界国际组织代表、学术界人士以及青年代表，投过线上线下的方式，深入分析建设持久和平的关键因素。本次论坛在中国南京开设主会场，中东巴格达、中亚阿拉木图、非洲巴马科、欧洲巴黎、以及南美巴西五个城市也设有分会场，举办平行论坛。
南京和平论坛开幕日正值联合国成立75周年纪念日，教科文组织驻华代表欧敏行、世界粮食计划署驻华副代表玛哈·艾哈迈德在开幕式上特别举行切蛋糕仪式，来庆祝第75个联合国日，并其许，希望到2030年全球能够达到零饥饿人口目标。

### 2021年概况
联合国教科文组织与中国联合国教科文组织全国委员会、江苏省人民政府新闻办公室与南京市人民政府合作，筹办2021年10月24日至26日举行第二届南京和平论坛，因应COVID-19疫情，此次主题将订为與自然和諧共處。在南京和平论坛开始前几周，参予者亦先举行了一系列的区域性对谈，围绕以下5个次主题讨论，如气候变化与和平、生物多样性与和平、遗产与和平、可持续发展目标与和平、水与和平。
此次除同样以线上线下方式举办研讨会与圆桌会谈外，还举办了“与Z世代对话”青年分享会，为年轻人提供一个参与和平行动的平台。2021年的10月26日在2021南京和平论坛的闭幕式上，与会者共同通过与发布了《南京和平共识》，内容包括一同建立创造性的和真正的多边伙伴关系、提升生态文明建设的能力，制定相关政策、倡导共商共建共享的全球治理体系等。

### 2023年概况
2023南京和平论坛，由联合国教科文组织、中国联合国教科文组织全国委员会、江苏省人民政府新闻办公室、南京市人民政府联合主办。2023年9月19日，在江苏省南京市举办开幕式。自9月20日起，举办一场主论坛和多场平行论坛。几十位不同国家和地区的嘉宾参与活动，通过和平主题的演讲“为和平发声，谋和平共识”。同期举办2023“一带一路”倡议十周年媒体智库暨青年对话活动他2023“精彩中国 Touch Nanjing”参访活动。

## 备注
1. 1 2  中华人民共和国联合国教科文组织全国委员会秘书处设于中华人民共和国教育部。